# Графітові руди
Графітові руди — природні мінеральні утворення з вмістом графіту у таких кількостях, при яких його економічно вигідно видобувати.

## Різновиди
Графітові руди залежно від структури графіту підрозділяються на лускаті, щільнокристалічні і прихованокристалічні. Найбільшу цінність являють лускаті руди, в яких графіт знаходиться у вигляді окремих кристалів у формі лусок розміром до декількох міліметрів. Щільнокристалічні руди містять велику кількість (до 60 — 70 %) графіту з розміром лусок менше 0,1 мм, у прихованокристалічних рудах розміри кристалів не перевищують 1 мкм.
- Родовища лускатого Г. локалізуються в гнейсах, кварцитах, мармурах (родов. Росії, Австрії, Чехії, ФРН, Індії, Бразилії, КНР, Канади, України — Заваллівське родовище графіту — в межах Українського щита). Вміст вуглецю в руді лускатого Г. складає в середньому 3-18 %.

Лускаті графіти за діаметром кристалів розподіляються на крупнолускаті (0,1-1,0 мм) та дрібнолускаті (0,001-0,1 мм).
- Щільнокристалічний Г. складає жили і лінзи в родовищах гідротермально-пневмалітового генезису або гнізда, лінзи і вкрапленість в контактово-реакційних родовищах. Руди складені польовим шпатом, кварцом, рідше слюдою, карбонатом; в скарнових зонах вони збагачені ґранатом, воластонітом, піроксеном, скаполітом, а також мінералами лужних і габроїдних порід. Вміст графіту в таких рудах 15-40 % (іноді до 60-90 %). Відомі родовища — Богала (Шрі-Ланка) і Ботогольське (Росія).

- Прихованокристалічний Г. відрізняється незавершеною текстурою, часто містить домішку тонкодисперсної вуглецевої речовини. Складає потужні і протяжні пластоподібні поклади, іноді перехідні у вугілля. Вміст вуглецю становить 80-90 %. Основні родовища розташовані в Мексиці (шт. Сонора), Півд. Кореї, Австрії і т. д. Збагачується флотацією. Г. використовують у виробництві вогнетривів, електротехнічного обладнання, мастил, олівців, ядерній техніці.

## Приклади
Заваллівське родовище графіту (в межах Українського щита) представлене в основному рудами лускатого типу.